# زبير بلال إسماعيل
زبير بلال إسماعيل بن إلياس ( 1938 - 1998 ) المؤرخ الكردي المعاصر والباحث الاّثاري والحضاري. وهو أحد أبرز المؤرخين الكرد في القرن العشرين، وتكمن أهمية مؤلفاته، في طرق موضوعات كان يكتنفها الغموض أو لم تكن تتوفر عنها، سوى معلومات شحيحة وعابرة، متناشرة هنا وهناك في بطون المخطوطات والكتب، التي تعود لمؤلفين قدامى كتبوا عن الكرد العجب العجاب، فأتى وأخذ في أستجلاء تأريخ أمته ووطنه في حياد علمى قل نظيره، ومنهج معاصر في التتبع والتحليل والأستنتاج التأريخي.

## حياته
ولد في قلعة أربيل سنة 1938 , تربى في أسرة دينية معروفة في كردستان محبة للعلم والأدب تدعى أسرة (القهوة جي) سكنت مدينة أربيل التاريخية منذ القدم ولم تنزح إليها من منطقة اّخرى من كردستان، إلا أنها كانت تمتلك بعض البساتين في منطقة خوشناو، لذا كانت علاقات أفرادها وثيقة مع أهالي تلك المنطقة ولهم صلات القرابة مع الكثير منهم.

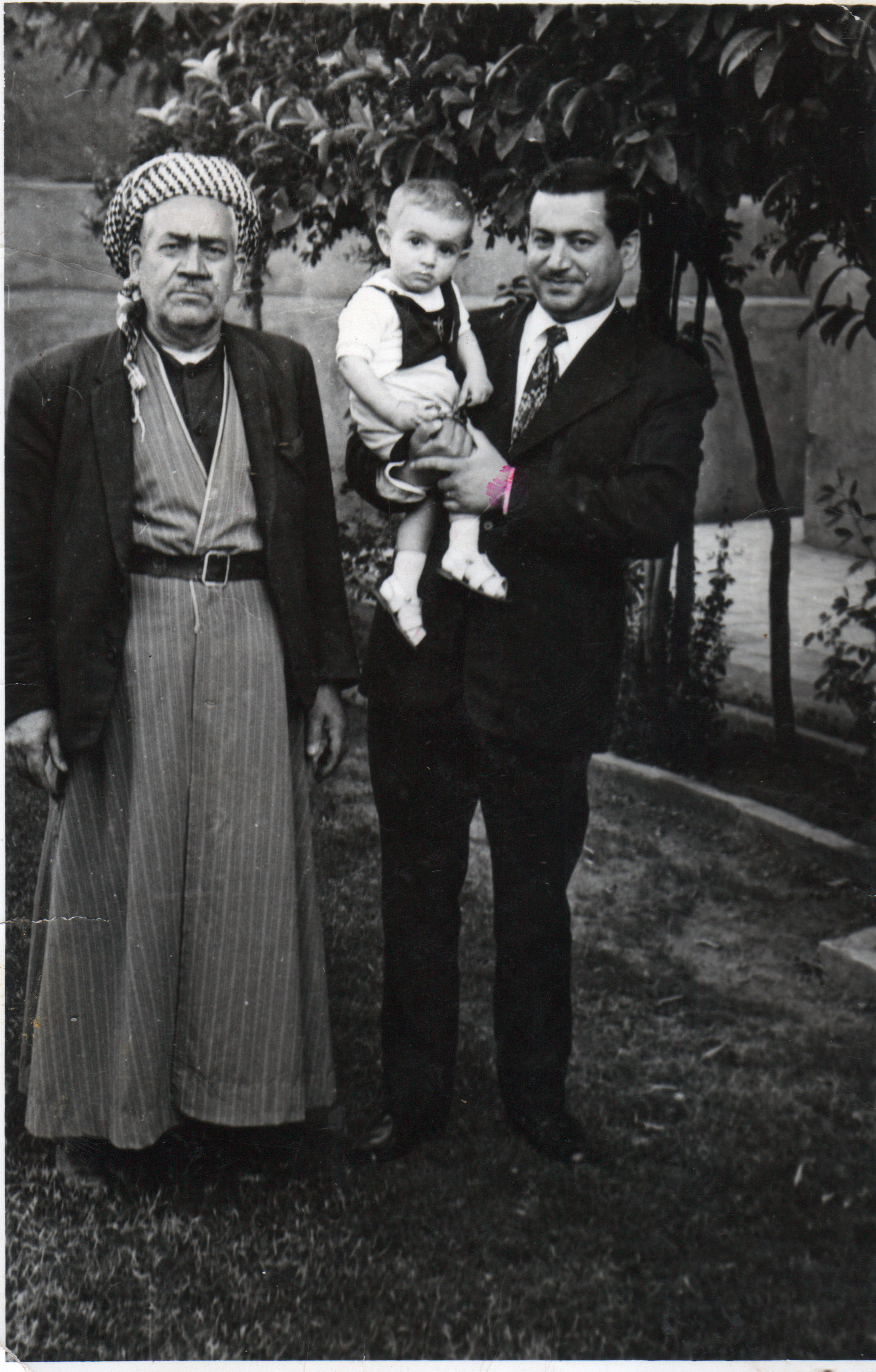
صورة المؤرخ زبير بلال مع والده و ابنه مصطفى

كان والده رجل دين درس العلوم النقلية والعقلية في مدارس أربيل الدينية ولا سيما في مدرسة جامع القلعة الكبير على يد علماء كورد أعلام، والتحق بالمدرسة الرشدية الرسمية وأصبح من أوائل خريجيها في أربيل وكان يملك مكتبة عامرة بأمهات الكتب الدينية واللغوية والفقهية والتاريخية التي أصبحت فيما بعد مصدا مهما للمعلومات نجله زبير التاريخية والثقافية، وكان جده لأمه الملا مصطفى حسين الخفاف عاما دينيا شهيرا له ركن خاص في جامع خانقاه في أربيل للتدريس والإفتاء، وقد تخرج على يده جمع غفير من رجال الدين العلماء الذين انتشروا فيما بعد في جميع انحاء كوردستان الجنوبية.دخل زبير المدرسة الابتدائية سنة 1945 وتخرج منها بتفوق على اقرانه التلامذة سنة 1951 , فدخل متوسطة أربيل في خريف تلك السنة واكمل دراسته المتوسطة سنة 1954 ثم أكمل دراسته الإعدادية في ثانوية أربيل سنة 1956 وكان من الطلبة الاذكياء الأوائل في كافة مراحل دراسته بمواظبته على الدوام وجديته في التحصيل العلمي والسعي المتواصل في دراسته.
والتحق بكلية الاّداب في جامعة بغداد - قسم الاّثار والحضارة في خريف 1956 وتخرج منها بعد اربع سنوات بدرجة أمتياز ونال شهادة البكالوريوس في الاّثار والحضارات القديمة، وكان الأول على دورته بجميع شعبها، وكان بذلك أول طالب كوردي يتخصص في الاّثار والتاريخ القديم.
عين الراحل زبير بلال إسماعيل مدرسا لمادة التاريخ في المدارس الثانوية بمحافظة اربيل سنة 1960 ثم نقلت خدماته إلى معهد المعلمين في أربيل، وبعد أن خدم مهنة التدريس مدة 25 سنة أحيل على التقاعد سنة 1985 بناء على طلبه ليتفرغ كليا لكتابة بحوثه ودراساته وأكمال تأليفاته القديمة عن تأريخ الكورد وكوردستان ولا سيما التاريخ القديم وتراث أربيل التاريخي والتنقيبات الاّثرية فيها.
وهكذا قضى معظم حياته في البحث وتقصي الحقائق التاريخية لأمته الكوردية ووطنه كوردستان بدراساته القيمة حتى وفاته يوم 15/12/1998 في مدينة أربيل نتيجة أصابته بمرض عضال وشيع جثمانه إلى مثواه الأخير في مسقط رأسه.
الساحة الرئيسية في مدخل مدينة أربيل على الشارع المئوي تحمل اليوم اسم المؤرخ الجليل زبير بلال إسماعيل 

## كتبه المطبوعة
- أربيل في أدوارها التاريخية – النجف – مطبعة النعمان – 1971.
- تأريخ اللغة الكوردية – بغداد – مطبعة الحوادث – 1977.
- أبن خلكان - بغداد – مطبعة الأمة – 1979.
- علماء ومدارس أربيل – الموصل – مطبعة الزهراء الحديثة – 1984.
- الشيخ جولي – أربيل – مطبعة صلاح الدين – 1988.
- ثورات بارزان – أربيل – مطبعة وزارة الثقافة – 1998.
- تاريخ أربيل – أربيل – مطبعة وزارة الثقافة – 1999.
- الأكراد في كتب البلدانين والرحالة المسلمين في العصور الوسطى – أربيل – مطبعة وزراة الثقافة – 2000.

## مخطوطاته
- تاريخ الكورد وكوردستان القديم.
- تاريخ الكورد الحديث.
- أعلام أربيل (في ثلاثة أجزاء).
- الامارة الهذبانية الكوردية.
- تاريخ مصاصير أو برادوست القديم وأهميتها الاّثرية.
- الكورد وكوردستان في المعاهدات والمواثيق الدولية.
- أمارة رواندوز أو سوران.
- التراث الشعبي في كوردستان.
- أولى المدارس في أربيل.
- مساجد وتكايا أربيل.
- تاريخ قبيلة بلباس الكوردية.
- كوران – بحث مترجم للعلامة مينورسكي.

## مقالات وأبحاث
وأضافة إلى مؤلفاته، كتب الكثير من ابحاث ودراسات نشرها في المجلات العربية والكردية حول تاريخ الكرد وكردستان القديم والوسيط والحديث في مجلة (المجمع العلمي الكوردي) ومجلات (الثقافة) و(شمس كوردستان) و(برايتى) و(التراث الشعبي) و(شاندر) وغيرها. وكان الراحل عضوا فاعلا في هيئة تحرير مجلات كردية وعربية تصدر في كردستان، منها مجلة (كاروان) و(القافلة) و(شاندر) الاّثارية كما عمل خبيرا متخصصا في المديرية العامة للاّثار التابعة لوزارة الثقافة لحكومة أقليم كوردستان وكتب المادة العلمية التاريخية لدليل قلعة أربيل ودليل أربيل، كما كتب المادة التاريخية لكتاب (أربيل بين الماضي والحاضر) الصادر عن محافظة أربيل سنة 1987.

## وصلات خارجية
- المؤرخ زبير بلال إسماعيل: رحلة العطاء والتعب